# Parc provincial Jacques Cartier
Pour les articles homonymes, voir Jacques Cartier (homonymie).
Le parc provincial Jacques Cartier (anglais : Jacques Cartier Provincial Park) est un parc provincial de l'Île-du-Prince-Édouard (Canada). Il a été nommé en l'honneur de Jacques Cartier, premier Européen à avoir visité l'île, qui aurait accosté près du parc. 

## Histoire
Le site est ouvert au touriste en 1961. Il a été officiellement établi comme parc provincial le 15 mars 1967.